# Административно-территориальное деление Краснодарского края

## Административно-территориальное устройство
Административно-территориальное устройство Краснодарского края — территориальная организация Краснодарского края как системы административно-территориальных единиц (объектов административно-территориального устройства), установленная для осуществления функций государственного управления с учётом исторических и культурных традиций, сложившейся системы расселения жителей Краснодарского края, хозяйственных связей и сформировавшейся инфраструктуры.
В соответствии с Законом Краснодарского края от 2 июля 2009 года № 1765-КЗ «Об административно-территориальном устройстве Краснодарского края и порядке его изменения», объектами административно-территориального устройства Краснодарского края являются следующие виды (категории) административно-территориальных единиц Краснодарского края:
1. населённые пункты (города, посёлки городского типа, сельские населённые пункты);
2. сельские, поселковые, станичные округа;
3. внутригородские районы, внутригородские округа;
4. районы.

В состав Краснодарского края на 1 января 2022 года входят:
- 38 районов;
- 26 городов (из них 15 соответствуют категории краевого и 11 категории районного подчинения);
- 12 внутригородских районов (округов)
  - 4 округа,
  - 8 районов;
- 13 посёлков городского типа (14 пгт — с Дагомысом[7]), которые образуют: 
  - 12 поселковых округов;
  - 1 федеральную территорию Сириус;
- 399 сельских (станичных) административных округов, в т. ч.
  - 9 станичных округов,
- 1725 сельских населённых пунктов.

В 2020 году была образована новая административно-территориальная единица краевого подчинения посёлок городского типа Сириус, не вошедшая в город-курорт Сочи и которая 22 декабря 2020 года была наделена статусом федеральной территории.
Административным центром Краснодарского края является город Краснодар.

### Районы, города и посёлок городского типа
| № на карте                       | Название                       | Код ОКАТО      | Население, чел. (2025) " | Администра- тивный центр |
| -------------------------------- | ------------------------------ | -------------- | ------------------------ | ------------------------ |
| Районы                           |                                |                |                          |                          |
| 1                                | Абинский                       | 03 201         | 96 021                   | г. Абинск                |
| 2                                | Анапский                       | 03 203         | 123 075                  | г. Анапа                 |
| 3                                | Апшеронский                    | 03 205         | 96 151                   | г. Апшеронск             |
| 4                                | Белоглинский                   | 03 207         | 29 067                   | с. Белая Глина           |
| 5                                | Белореченский                  | 03 208         | 104 863                  | г. Белореченск           |
| 6                                | Брюховецкий                    | 03 210         | 46 005                   | ст-ца Брюховецкая        |
| 7                                | Выселковский                   | 03 212         | 54 069                   | ст-ца Выселки            |
| 8                                | Гулькевичский                  | 03 213         | 96 283                   | г. Гулькевичи            |
| 9                                | Динской                        | 03 214         | 147 906                  | ст-ца Динская            |
| 10                               | Ейский                         | 03 216         | 132 763                  | г. Ейск                  |
| 11                               | Кавказский                     | 03 218         | 115 168                  | ст. Кавказская           |
| 12                               | Калининский                    | 03 219         | 49 498                   | ст-ца Калининская        |
| 13                               | Каневской                      | 03 220         | 96 874                   | ст-ца Каневская          |
| 14                               | Кореновский                    | 03 221         | 82 494                   | г. Кореновск             |
| 15                               | Красноармейский                | 03 223         | 101 022                  | ст-ца Полтавская         |
| 16                               | Крыловский                     | 03 224         | 33 378                   | ст-ца Крыловская         |
| 17                               | Крымский                       | 03 225         | 130 986                  | г. Крымск                |
| 18                               | Курганинский                   | 03 227         | 98 231                   | г. Курганинск            |
| 19                               | Кущёвский                      | 03 228         | 62 541                   | ст-ца Кущёвская          |
| 20                               | Лабинский                      | 03 230         | 88 392                   | г. Лабинск               |
| 21                               | Ленинградский                  | 03 232         | 58 628                   | ст-ца Ленинградская      |
| 22                               | Мостовский                     | 03 233         | 67 846                   | пгт Мостовской           |
| 23                               | Новокубанский                  | 03 234         | 81 734                   | г. Новокубанск           |
| 24                               | Новопокровский                 | 03 235         | 40 695                   | ст-ца Новопокровская     |
| 25                               | Отрадненский                   | 03 237         | 62 456                   | ст-ца Отрадная           |
| 26                               | Павловский                     | 03 239         | 60 111                   | ст-ца Павловская         |
| 27                               | Приморско-Ахтарский            | 03 241         | 55 313                   | г. Приморско-Ахтарск     |
| 28                               | Северский                      | 03 243         | 124 718                  | ст-ца Северская          |
| 29                               | Славянский                     | 03 245         | 124 891                  | г. Славянск-на-Кубани    |
| 30                               | Староминский                   | 03 247         | 39 043                   | ст-ца Староминская       |
| 31                               | Тбилисский                     | 03 249         | 46 964                   | ст-ца Тбилисская         |
| 32                               | Темрюкский                     | 03 251         | 126 625                  | г. Темрюк                |
| 33                               | Тимашёвский                    | 03 253         | 105 363                  | г. Тимашёвск             |
| 34                               | Тихорецкий                     | 03 254         | 108 075                  | г. Тихорецк              |
| 35                               | Туапсинский                    | 03 255         | 124 195                  | г. Туапсе                |
| 36                               | Успенский                      | 03 256         | 38 426                   | с. Успенское             |
| 37                               | Усть-Лабинский                 | 03 257         | 99 393                   | г. Усть-Лабинск          |
| 38                               | Щербиновский                   | 03 259         | 33 043                   | ст-ца Старощербиновская  |
| Города и посёлок городского типа |                                |                |                          |                          |
| I                                | Краснодар                      | 03 401         | 1 262 725                | г. Краснодар             |
| II                               | Анапа                          | 03 403         | 84 804                   | г. Анапа                 |
| III                              | Армавир                        | 03 405         | 204 984                  | г. Армавир               |
| IV                               | Белореченск                    | 03 406         | 54 190                   | г. Белореченск           |
| V                                | Геленджик                      | 03 408         | 117 070                  | г. Геленджик             |
| VI                               | Горячий Ключ                   | 03 409         | 68 753                   | г. Горячий Ключ          |
| VII                              | Ейск                           | 03 411         | 81 099                   | г. Ейск                  |
| VIII                             | Кропоткин                      | 03 414         | 73 854                   | г. Кропоткин             |
| IX                               | Крымск                         | 03 415         | 54 756                   | г. Крымск                |
| X                                | Лабинск                        | 03 417         | 55 434                   | г. Лабинск               |
| XI                               | Новороссийск                   | 03 420         | 345 538                  | г. Новороссийск          |
| XII                              | Славянск-на-Кубани             | 03 423         | 60 780                   | г. Славянск-на-Кубани    |
| XIII                             | Сочи                           | 03 426         | 561 610                  | г. Сочи                  |
| XIV                              | Тихорецк                       | 03 429         | 54 009                   | г. Тихорецк              |
| XV                               | Туапсе                         | 03 432         | 60 089                   | г. Туапсе                |
| XVI                              | Сириус, федеральная территория | 03 465, 02 000 | 14 448                   | пгт Сириус               |

Официально в законе об административно-территориальном устройстве края от 2009 года, города краевого и районного подчинения не выделяются, соответственно, не является посёлком городского типа краевого подчинения и Сириус (этот статус у городов сохранён в ОКАТО, АГКГН и Росстате); за исключением Анапы, города краевого подчинения — районные центры упоминаются в составе административных районов в Уставах муниципальных районов, учитывающих особенности административно-территориального устройства.

## Муниципальное устройство

Карта муниципального устройства Краснодарского края

В рамках организации местного самоуправления, в границах административно-территориальных единиц края созданы муниципальные образования. Их общее количество по состоянию на 1 января 2021 года составляет 426, из них:
- 6 городских округов,
- 2 муниципальных округа,
- 37 муниципальных районов, в составе которых:
  - 30 городских поселений,
  - 351 сельское поселение.

### Муниципальные районы и городские округа
| №         | Название               | Флаг | Герб | Площадь (км²) | Население, чел., (2025 г.) | Плотность населения (чел./км²) | Административный центр  |
| --------- | ---------------------- | ---- | ---- | ------------- | -------------------------- | ------------------------------ | ----------------------- |
| 1e-06     | Городские округа       |      |      |               |                            |                                |                         |
| 1         | город Краснодар        |      |      | 841.36        | ↗1 262 725                 | 1500.81                        | г. Краснодар            |
| 2         | город Армавир          |      |      | 280           | ↗204 984                   | 732.09                         | г. Армавир              |
| 3         | город-курорт Геленджик |      |      | 1227.54       | ↘117 070                   | 95.37                          | г. Геленджик            |
| 4         | город Новороссийск     |      |      | 834.94        | ↗345 538                   | 413.85                         | г. Новороссийск         |
| 5         | город-курорт Сочи      |      |      | 3502          | ↗561 610                   | 160.37                         | г. Сочи                 |
| 6         | Сириус                 |      |      | 14.19         | ↗14 448                    | 1018.18                        | пгт Сириус              |
| 6.000002  | Муниципальные районы   |      |      |               |                            |                                |                         |
| 7         | Абинский               |      |      | 1624.1        | ↘96 021                    | 59.12                          | г. Абинск               |
| 8         | Апшеронский            |      |      | 2443.24       | ↘96 151                    | 39.35                          | г. Апшеронск            |
| 9         | Белоглинский           |      |      | 1493.99       | ↘29 067                    | 19.46                          | с. Белая Глина          |
| 10        | Белореченский          |      |      | 1326.58       | ↗104 863                   | 79.05                          | г. Белореченск          |
| 11        | Брюховецкий            |      |      | 1376.22       | ↘46 005                    | 33.43                          | ст-ца Брюховецкая       |
| 12        | Выселковский           |      |      | 1730.88       | ↘54 069                    | 31.24                          | ст-ца Выселки           |
| 13        | Гулькевичский          |      |      | 1394.47       | ↘96 283                    | 69.05                          | г. Гулькевичи           |
| 14        | Динской                |      |      | 1351.96       | ↗147 906                   | 109.4                          | ст-ца Динская           |
| 15        | Ейский                 |      |      | 2120.29       | ↘132 763                   | 62.62                          | г. Ейск                 |
| 16        | Кавказский             |      |      | 1227.45       | ↘115 168                   | 93.83                          | г. Кропоткин            |
| 17        | Калининский            |      |      | 1499.54       | ↘49 498                    | 33.01                          | ст-ца Калининская       |
| 18        | Каневской              |      |      | 2485.78       | ↘96 874                    | 38.97                          | ст-ца Каневская         |
| 19        | Кореновский            |      |      | 1425.93       | ↘82 494                    | 57.85                          | г. Кореновск            |
| 20        | Красноармейский        |      |      | 1897.73       | ↗101 022                   | 53.23                          | ст-ца Полтавская        |
| 21        | Крыловский             |      |      | 1363.05       | ↘33 378                    | 24.49                          | ст-ца Крыловская        |
| 22        | Крымский               |      |      | 1601.25       | ↘130 986                   | 81.8                           | г. Крымск               |
| 23        | Курганинский           |      |      | 1538.85       | ↘98 231                    | 63.83                          | г. Курганинск           |
| 24        | Кущёвский              |      |      | 2372.16       | ↘62 541                    | 26.36                          | ст-ца Кущёвская         |
| 25        | Лабинский              |      |      | 1870.66       | ↘88 392                    | 47.25                          | г. Лабинск              |
| 26        | Ленинградский          |      |      | 1416.16       | ↘58 628                    | 41.4                           | ст-ца Ленинградская     |
| 27        | Мостовский             |      |      | 3699.01       | ↘67 846                    | 18.34                          | пгт Мостовской          |
| 28        | Новокубанский          |      |      | 1822.37       | ↘81 734                    | 44.85                          | г. Новокубанск          |
| 29        | Новопокровский         |      |      | 2155.63       | ↘40 695                    | 18.88                          | ст-ца Новопокровская    |
| 30        | Отрадненский           |      |      | 2453.09       | ↘62 456                    | 25.46                          | ст-ца Отрадная          |
| 31        | Павловский             |      |      | 1788.8        | ↘60 111                    | 33.6                           | ст-ца Павловская        |
| 32        | Северский              |      |      | 2122.04       | ↗124 718                   | 58.77                          | ст-ца Северская         |
| 33        | Славянский             |      |      | 2198.58       | ↘124 891                   | 56.81                          | г. Славянск-на-Кубани   |
| 34        | Староминский           |      |      | 1060.33       | ↘39 043                    | 36.82                          | ст-ца Староминская      |
| 35        | Тбилисский             |      |      | 991.65        | ↘46 964                    | 47.36                          | ст-ца Тбилисская        |
| 36        | Темрюкский             |      |      | 1956.46       | ↗126 625                   | 64.72                          | г. Темрюк               |
| 37        | Тимашёвский            |      |      | 1506.43       | ↘105 363                   | 69.94                          | г. Тимашёвск            |
| 38        | Туапсинский            |      |      | 2399.2        | ↘124 195                   | 51.77                          | г. Туапсе               |
| 39        | Тихорецкий             |      |      | 1825.46       | ↘108 075                   | 59.2                           | г. Тихорецк             |
| 40        | Успенский              |      |      | 1129.98       | ↘38 426                    | 34.01                          | с. Успенское            |
| 41        | Усть-Лабинский         |      |      | 1510.98       | ↘99 393                    | 65.78                          | г. Усть-Лабинск         |
| 42        | Щербиновский           |      |      | 1377.07       | ↘33 043                    | 24                             | ст-ца Старощербиновская |
| 42.000003 | Муниципальные округа   |      |      |               |                            |                                |                         |
| 43        | город Горячий Ключ     |      |      | 1755.6        | ↗68 753                    | 39.16                          | г. Горячий Ключ         |
| 44        | город-курорт Анапа     |      |      | 981.86        | ↘207 879                   | 211.72                         | г. Анапа                |
| 45        | Приморско-Ахтарский    |      |      | 2503.63       | ↘55 313                    | 22.09                          | г. Приморско-Ахтарск    |

## Соотношение административно-территориального и муниципального устройства
| Административно-территориальные единицы | Административно-территориальные единицы | Муниципальные образования             | Муниципальные образования |
| Тип | Кол-во                                  | Тип                                   | Кол-во                    |
| районы | 38                                      | городские округа муниципальные районы | 6 37                      |
| города — не входящие в состав районов (внутригородские районы и округа) — входящие в состав районов                                                                                | 26 — 15 (12) — 11                       | городские поселения                   | 30                        |
| посёлки городского типа — федеральные территории (вне подчинения городов и районов) — в подчинении городов — поселковые округа, в т. ч. - в подчинении городов - в составе районов | 14 — 1 — 12 — 1 — 11                    | городские поселения                   | 30                        |
| сельские округа — в подчинении городов — в составе районов сельские населённые пункты                                                                                              | 399 — 38 — 361 1725                     | сельские поселения                    | 351                       |

Обозначения:
- города, не входящие в состав административных районов (соответствуют категории город краевого подчинения), выделены розовым цветом;
- посёлок городского типа, не входящий в состав административных районов и не подчинённый городам, образующий федеральную территорию, выделен светло-серым цветом;
- муниципальные образования со статусом городского округа выделены оранжевым цветом;
- муниципальные образования со статусом муниципального округа выделены зелёным цветом.

### Соотношение административно-территориальных единиц и муниципальных образований на верхнем уровне
| Соотношение административно-территориальных единиц и муниципальных образований |               |                                         |        |
| административно-территориальные единицы                                        | ОКАТО         | муниципальные образования               | ОКТМО  |
| Абинский район                                                                 | 03 201        | Абинский муниципальный район            | 03 601 |
| Анапа                                                                          | 03 403        | город-курорт Анапа                      | 03 703 |
| Анапский район                                                                 | 03 203        | город-курорт Анапа                      | 03 703 |
| Апшеронский район                                                              | 03 205        | Апшеронский муниципальный район         | 03 605 |
| Армавир                                                                        | 03 405        | город Армавир                           | 03 705 |
| Белоглинский район                                                             | 03 207        | Белоглинский муниципальный район        | 03 607 |
| Белореченск                                                                    | 03 406        | Белореченский муниципальный район       | 03 608 |
| Белореченский район                                                            | 03 208        | Белореченский муниципальный район       | 03 608 |
| Брюховецкий район                                                              | 03 210        | Брюховецкий муниципальный район         | 03 610 |
| Выселковский район                                                             | 03 212        | Выселковский муниципальный район        | 03 612 |
| Геленджик                                                                      | 03 408        | город-курорт Геленджик                  | 03 708 |
| Горячий Ключ                                                                   | 03 409        | город Горячий Ключ                      | 03 709 |
| Гулькевичский район                                                            | 03 213        | Гулькевичский муниципальный район       | 03 613 |
| Динской район                                                                  | 03 214        | Динской муниципальный район             | 03 614 |
| Ейск                                                                           | 03 411        | Ейский муниципальный район              | 03 616 |
| Ейский район                                                                   | 03 216        | Ейский муниципальный район              | 03 616 |
| Кавказский район                                                               | 03 218        | Кавказский муниципальный район          | 03 618 |
| Кропоткин                                                                      | 03 414        | Кавказский муниципальный район          | 03 618 |
| Калининский район                                                              | 03 219        | Калининский муниципальный район         | 03 619 |
| Каневской район                                                                | 03 220        | Каневской муниципальный район           | 03 620 |
| Кореновский район                                                              | 03 221        | Кореновский муниципальный район         | 03 621 |
| Красноармейский район                                                          | 03 223        | Красноармейский муниципальный район     | 03 623 |
| Краснодар                                                                      | 03 401        | город Краснодар                         | 03 701 |
| Крыловский район                                                               | 03 224        | Крыловский муниципальный район          | 03 624 |
| Крымск                                                                         | 03 415        | Крымский муниципальный район            | 03 625 |
| Крымский район                                                                 | 03 225        | Крымский муниципальный район            | 03 625 |
| Курганинский район                                                             | 03 227        | Курганинский муниципальный район        | 03 627 |
| Кущёвский район                                                                | 03 227        | Кущёвский муниципальный район           | 03 627 |
| Лабинск                                                                        | 03 417        | Лабинский муниципальный район           | 03 630 |
| Лабинский район                                                                | 03 230        | Лабинский муниципальный район           | 03 630 |
| Ленинградский район                                                            | 03 232        | Ленинградский муниципальный район       | 03 632 |
| Мостовский район                                                               | 03 233        | Мостовский муниципальный район          | 03 633 |
| Новокубанский район                                                            | 03 234        | Новокубанский муниципальный район       | 03 634 |
| Новопокровский район                                                           | 03 235        | Новопокровский муниципальный район      | 03 635 |
| Новороссийск                                                                   | 03 420        | город Новороссийск                      | 03 720 |
| Отрадненский район                                                             | 03 237        | Отрадненский муниципальный район        | 03 637 |
| Павловский район                                                               | 03 239        | Павловский муниципальный район          | 03 639 |
| Приморско-Ахтарский район                                                      | 03 241        | Приморско-Ахтарский муниципальный район | 03 641 |
| Северский район                                                                | 03 243        | Северский муниципальный район           | 03 643 |
| Сириус                                                                         | 03 465 02 000 | Сириус                                  | 03 731 |
| Славянск-на-Кубани                                                             | 03 423        | Славянский муниципальный район          | 03 645 |
| Славянский район                                                               | 03 245        | Славянский муниципальный район          | 03 645 |
| Сочи                                                                           | 03 426        | город-курорт Сочи                       | 03 646 |
| Староминский район                                                             | 03 247        | Староминский муниципальный район        | 03 647 |
| Тбилисский район                                                               | 03 249        | Тбилисский муниципальный район          | 03 649 |
| Темрюкский район                                                               | 03 251        | Темрюкский муниципальный район          | 03 651 |
| Тимашёвский район                                                              | 03 253        | Тимашёвский муниципальный район         | 03 653 |
| Тихорецк                                                                       | 03 429        | Тихорецкий муниципальный район          | 03 654 |
| Тихорецкий район                                                               | 03 254        | Тихорецкий муниципальный район          | 03 654 |
| Туапсе                                                                         | 03 432        | Туапсинский муниципальный район         | 03 655 |
| Туапсинский район                                                              | 03 255        | Туапсинский муниципальный район         | 03 655 |
| Успенский район                                                                | 03 256        | Успенский муниципальный район           | 03 656 |
| Усть-Лабинский район                                                           | 03 257        | Усть-Лабинский муниципальный район      | 03 657 |
| Щербиновский район                                                             | 03 259        | Щербиновский муниципальный район        | 03 659 |

### Соотношение муниципальных образований и административно-территориальных единиц на нижнем уровне

#### Городские и муниципальные округа

##### город Краснодар
| городской округ город Краснодар | город Краснодар Административно-территориальное устройство: 1. город Краснодар (административный центр) 2. Западный внутригородской округ 3. Карасунский внутригородской округ 1. Пашковский сельский округ 2. Старокорсунский сельский округ 4. Прикубанский внутригородской округ 1. Берёзовский сельский округ 2. Елизаветинский сельский округ 3. Калининский сельский округ 5. Центральный внутригородской округ |

##### город-курорт Анапа
| муниципальный округ город-курорт Анапа | город Анапа Административно-территориальное устройство: 1. город Анапа (административный центр) 2. хутор Чембурка 3. Благовещенский сельский округ 4. Витязевский сельский округ Анапский район Административно-территориальное устройство: 1. Анапский сельский округ 2. Виноградный сельский округ 3. Гайкодзорский сельский округ 4. Гостагаевский сельский округ 5. Джигинский сельский округ 6. Первомайский сельский округ 7. Приморский сельский округ 8. Супсехский сельский округ |

##### город Армавир
| городской округ город Армавир | город Армавир Административно-территориальное устройство: 1. город Армавир (административный центр) 2. Заветный сельский округ 3. Приреченский сельский округ 4. Старостаничный сельский округ |

##### город-курорт Геленджик
| городской округ город-курорт Геленджик | город-курорт Геленджик Административно-территориальное устройство: 1. город Геленджик (административный центр) 2. Архипо-Осиповский сельский округ 3. Дивноморский сельский округ 4. Кабардинский сельский округ 5. Пшадский сельский округ |

##### город Горячий Ключ
| муниципальный округ город Горячий Ключ | город Горячий Ключ Административно-территориальное устройство: 1. город Горячий Ключ (административный центр) 2. Бакинский сельский округ 3. Безымянный сельский округ 4. Имеретинский сельский округ 5. Кутаисский сельский округ 6. Саратовский сельский округ 7. Суздальский сельский округ 8. Черноморский сельский округ |

##### город Новороссийск
| городской округ город Новороссийск | город Новороссийск Административно-территориальное устройство: 1. город Новороссийск (административный центр) 2. Восточный внутригородской район 3. Приморский внутригородской район 1. село Борисовка, село Васильевка, село Владимировка, село Глебовское, село Кирилловка, хутор Убых, село Южная Озереевка 2. Абрау-Дюрсо, сельский округ 3. Верхнебаканский сельский округ 4. Гайдукский сельский округ 5. Мысхакский сельский округ 6. Натухаевский сельский округ 7. Раевский сельский округ 4. Центральный внутригородской район 5. Южный внутригородской район |

##### город-курорт Сочи
| городской округ город-курорт Сочи | город-курорт Сочи Административно-территориальное устройство: 1. город Сочи (административный центр) 2. пгт Дагомыс 3. Адлерский внутригородской район 1. Краснополянский поселковый округ 2. Кудепстинский сельский округ 3. Молдовский сельский округ 4. Нижнешиловский сельский округ 4. Лазаревский внутригородской район 1. Верхнелооский сельский округ 2. Волковский сельский округ 3. Кировский сельский округ 4. Кичмайский сельский округ 5. Лыготхский сельский округ 6. Солохаульский сельский округ 5. Хостинский внутригородской район 1. Барановский сельский округ 2. Раздольский сельский округ 6. Центральный внутригородской район |

##### Сириус
| городской округ Сириус | федеральная территория Сириус - посёлок городского типа Сириус (административный центр) |

#### Муниципальные районы, городские и сельские поселения
Сельским и станичным административным округам в основном соответствуют одноимённые муниципальные образования со статусом сельского поселения, списки которых представлены ниже по районам края.
Городам, соответствующим категории районного подчинения (Абинск, Апшеронск, Гулькевичи, Кореновск, Курганинск, Новокубанск, Приморско-Ахтарск, Темрюк, Тимашёвск, Усть-Лабинск, Хадыженск), и некоторым городам, соответствующим категории краевого подчинения (Белореченск, Ейск, Кропоткин, Крымск, Лабинск, Славянск-на-Кубани, Тихорецк, Туапсе), а также посёлкам городского типа — поселковым округам (Афипский, Ахтырский, Гирей, Джубга, Ильский, Красносельский, Мостовской, Нефтегорск, Новомихайловский, Псебай, Черноморский) в основном соответствуют муниципальные образования со статусом городского поселения, которые ниже в перечнях поселений по административно-территориальным районам края выделены жирным шрифтом.

##### Абинский
| - Административный центр — город Абинск Муниципальные образования: 1. Абинское городское поселение 2. Ахтырское городское поселение 3. Варнавинское сельское поселение 4. Мингрельское сельское поселение 5. Ольгинское сельское поселение (соответствует Воскресенскому сельскому округу) 6. Светлогорское сельское поселение 7. Фёдоровское сельское поселение 8. Холмское сельское поселение |

##### Апшеронский
| - Административный центр — город Апшеронск Муниципальные образования: 1. Апшеронское городское поселение 2. Нефтегорское городское поселение 3. Хадыженское городское поселение 4. Кабардинское сельское поселение 5. Кубанское сельское поселение 6. Куринское сельское поселение 7. Мезмайское сельское поселение 8. Нижегородское сельское поселение 9. Новополянское сельское поселение 10. Отдалённое сельское поселение (соответствует Новорежетскому сельскому округу) 11. Тверское сельское поселение 12. Черниговское сельское поселение |

##### Белоглинский
| - Административный центр — село Белая Глина Муниципальные образования: 1. Белоглинское сельское поселение 2. Новопавловское сельское поселение 3. Успенское сельское поселение (соответствует Успенскому станичному округу) 4. Центральное сельское поселение |

##### Белореченский
Муниципальный район образован в границах Белореченского административного района, города Белореченска, не входящего в административный район, и сельского округа, подчинённого Белореченску.
| - Административный центр — город Белореченск Муниципальные образования: 1. Белореченское городское поселение (соответствует городу Белореченску) 2. Бжедуховское сельское поселение 3. Великовечненское сельское поселение 4. Дружненское сельское поселение 5. Первомайское сельское поселение 6. Пшехское сельское поселение 7. Родниковское сельское поселение 8. Рязанское сельское поселение 9. Черниговское сельское поселение 10. Школьненское сельское поселение 11. Южненское сельское поселение (соответствует Южненскому сельскому округу, подчинённому городу Белореченску) |

##### Брюховецкий
| - Административный центр — станица Брюховецкая Муниципальные образования: 1. Батуринское сельское поселение 2. Большебейсугское сельское поселение 3. Брюховецкое сельское поселение 4. Новоджерелиевское сельское поселение 5. Новосельское сельское поселение 6. Переясловское сельское поселение 7. Свободненское сельское поселение 8. Чепигинское сельское поселение |

##### Выселковский
| - Административный центр — станица Выселки Муниципальные образования: 1. Бейсугское сельское поселение 2. Бейсужёкское сельское поселение 3. Березанское сельское поселение 4. Бузиновское сельское поселение 5. Выселковское сельское поселение 6. Газырское сельское поселение 7. Ирклиевское сельское поселение 8. Крупское сельское поселение 9. Новобейсугское сельское поселение 10. Новомалороссийское сельское поселение |

##### Гулькевичский
| - Административный центр — город Гулькевичи Муниципальные образования: 1. Гирейское городское поселение 2. Гулькевичское городское поселение 3. Красносельское городское поселение 4. Комсомольское сельское поселение 5. Николенское сельское поселение 6. Новоукраинское сельское поселение 7. Отрадо-Кубанское сельское поселение 8. Отрадо-Ольгинское сельское поселение 9. Пушкинское сельское поселение 10. Сельское поселение Венцы-Заря 11. Сельское поселение Кубань 12. Сельское поселение Союз Четырёх Хуторов 13. Скобелевское сельское поселение 14. Соколовское сельское поселение 15. Тысячное сельское поселение |

##### Динской
| - Административный центр — станица Динская Муниципальные образования: 1. Васюринское сельское поселение 2. Динское сельское поселение 3. Красносельское сельское поселение 4. Мичуринское сельское поселение 5. Нововеличковское сельское поселение 6. Новотитаровское сельское поселение 7. Первореченское сельское поселение 8. Пластуновское сельское поселение 9. Старомышастовское сельское поселение 10. Южно-Кубанское сельское поселение |

##### Ейский
Муниципальный район образован в границах Ейского административного района, города Ейска, не входящего в административный район, и сельского округа, подчинённого Ейску.
| - Административный центр — город Ейск Муниципальные образования: 1. Ейское городское поселение (соответствует городу Ейску и подчинённому ему Широчанскому сельскому округу) 2. Александровское сельское поселение 3. Должанское сельское поселение 4. Ейское сельское поселение 5. Камышеватское сельское поселение 6. Копанское сельское поселение 7. Красноармейское сельское поселение 8. Кухаривское сельское поселение 9. Моревское сельское поселение 10. Трудовое сельское поселение 11. Ясенское сельское поселение |

##### Кавказский
Муниципальный район образован в границах Кавказского административного района и города Кропоткина, не входящего в административный район.
| - Административный центр административного района — станица Кавказская, муниципального района — город Кропоткин Муниципальные образования: 1. Кропоткинское городское поселение (соответствует городу Кропоткину) 2. Дмитриевское сельское поселение 3. Кавказское сельское поселение 4. Казанское сельское поселение 5. Лосевское сельское поселение 6. Мирское сельское поселение 7. Привольное сельское поселение 8. Сельское поселение имени М. Горького 9. Темижбекское сельское поселение |

##### Калининский
| - Административный центр — станица Калининская Муниципальные образования: 1. Бойкопонурское сельское поселение 2. Гривенское сельское поселение 3. Гришковское сельское поселение 4. Джумайловское сельское поселение 5. Калининское сельское поселение 6. Куйбышевское сельское поселение 7. Новониколаевское сельское поселение 8. Старовеличковское сельское поселение |

##### Каневской
| - Административный центр — станица Каневская Муниципальные образования: 1. Каневское сельское поселение 2. Красногвардейское сельское поселение 3. Кубанскостепное сельское поселение 4. Новодеревянковское сельское поселение 5. Новоминское сельское поселение 6. Привольненское сельское поселение 7. Придорожное сельское поселение 8. Стародеревянковское сельское поселение 9. Челбасское сельское поселение |

##### Кореновский
| - Административный центр — город Кореновск Муниципальные образования: 1. Кореновское городское поселение 2. Братковское сельское поселение 3. Бураковское сельское поселение 4. Дядьковское сельское поселение 5. Журавское сельское поселение 6. Новоберезанское сельское поселение 7. Платнировское сельское поселение 8. Пролетарское сельское поселение 9. Раздольненское сельское поселение 10. Сергиевское сельское поселение |

##### Красноармейский
| - Административный центр — станица Полтавская Муниципальные образования: 1. Ивановское сельское поселение 2. Марьянское сельское поселение 3. Новомышастовское сельское поселение 4. Октябрьское сельское поселение 5. Полтавское сельское поселение 6. Протичкинское сельское поселение 7. Староджерелиевское сельское поселение 8. Старонижестеблиевское сельское поселение 9. Трудобеликовское сельское поселение 10. Чебургольское сельское поселение |

##### Крыловский
| - Административный центр — станица Крыловская Муниципальные образования: 1. Крыловское сельское поселение 2. Кугоейское сельское поселение 3. Новопашковское сельское поселение 4. Новосергиевское сельское поселение 5. Октябрьское сельское поселение 6. Шевченковское сельское поселение |

##### Крымский
Муниципальный район образован в границах Крымского административного района и города Крымска, не входящего в административный район.
| - Административный центр — город Крымск Муниципальные образования: 1. Адагумское сельское поселение 2. Варениковское сельское поселение 3. Кеслеровское сельское поселение 4. Киевское сельское поселение 5. Крымское городское поселение (соответствует городу Крымску и хутору Верхнеадагуму Нижнебаканского сельского округа) 6. Мерчанское сельское поселение 7. Молдаванское сельское поселение 8. Нижнебаканское сельское поселение (соответствует Нижнебаканскому сельскому округу, без хутора Верхнеадагума) 9. Пригородное сельское поселение 10. Троицкое сельское поселение 11. Южное сельское поселение |

##### Курганинский
| - Административный центр — город Курганинск Муниципальные образования: 1. Безводное сельское поселение 2. Воздвиженское сельское поселение 3. Константиновское сельское поселение 4. Курганинское городское поселение 5. Михайловское сельское поселение 6. Новоалексеевское сельское поселение 7. Октябрьское сельское поселение 8. Петропавловское сельское поселение 9. Родниковское сельское поселение 10. Темиргоевское сельское поселение |

##### Кущёвский
| - Административный центр — станица Кущёвская Муниципальные образования: 1. Глебовское сельское поселение (соответствует Глебовскому сельскому округу, а также посёлку Ровному Степнянского сельского округа) 2. Ильинское сельское поселение 3. Кисляковское сельское поселение 4. Краснополянское сельское поселение (соответствует Большекозинскому сельскому округу) 5. Красносельское сельское поселение 6. Кущёвское сельское поселение (соответствует Кущёвскому сельскому округу, а также 5 населённым пунктам Степнянского сельского округа) 7. Новомихайловское сельское поселение 8. Первомайское сельское поселение 9. Полтавченское сельское поселение 10. Раздольненское сельское поселение 11. Среднечубуркское сельское поселение 12. Шкуринское сельское поселение |

##### Лабинский
Муниципальный район образован в границах Лабинского административного района и города Лабинска, не входящего в административный район.
| - Административный центр — город Лабинск Муниципальные образования: 1. Ахметовское сельское поселение 2. Владимирское сельское поселение 3. Вознесенское сельское поселение 4. Зассовское сельское поселение 5. Каладжинское сельское поселение 6. Лабинское городское поселение (соответствует городу Лабинску) 7. Лучевое сельское поселение 8. Отважненское сельское поселение 9. Первосинюхинское сельское поселение 10. Сладковское сельское поселение 11. Упорненское сельское поселение 12. Харьковское сельское поселение 13. Чамлыкское сельское поселение |

##### Ленинградский
| - Административный центр — станица Ленинградская Муниципальные образования: 1. Белохуторское сельское поселение 2. Восточное сельское поселение 3. Западное сельское поселение 4. Коржовское сельское поселение 5. Крыловское сельское поселение 6. Куликовское сельское поселение 7. Ленинградское сельское поселение 8. Новоплатнировское сельское поселение 9. Новоуманское сельское поселение 10. Образцовое сельское поселение 11. Первомайское сельское поселение 12. Уманское сельское поселение |

##### Мостовский
| - Административный центр — посёлок городского типа Мостовской Муниципальные образования: 1. Андрюковское сельское поселение 2. Баговское сельское поселение 3. Беноковское сельское поселение 4. Бесленеевское сельское поселение 5. Губское сельское поселение 6. Костромское сельское поселение 7. Краснокутское сельское поселение 8. Махошевское сельское поселение 9. Мостовское городское поселение 10. Переправненское сельское поселение 11. Псебайское городское поселение 12. Унароковское сельское поселение 13. Шедокское сельское поселение 14. Ярославское сельское поселение |

##### Новокубанский
| - Административный центр — город Новокубанск Муниципальные образования: 1. Бесскорбненское сельское поселение 2. Верхнекубанское сельское поселение 3. Ковалёвское сельское поселение 4. Ляпинское сельское поселение 5. Новокубанское городское поселение 6. Новосельское сельское поселение 7. Прикубанское сельское поселение 8. Прочноокопское сельское поселение 9. Советское сельское поселение |

##### Новопокровский
| - Административный центр — станица Новопокровская Муниципальные образования: 1. Горькобалковское сельское поселение 2. Ильинское сельское поселение 3. Калниболотское сельское поселение 4. Кубанское сельское поселение 5. Незамаевское сельское поселение 6. Новоивановское сельское поселение 7. Новопокровское сельское поселение 8. Покровское сельское поселение |

##### Отрадненский
| - Административный центр — станица Отрадная Муниципальные образования: 1. Бесстрашненское сельское поселение 2. Благодарненское сельское поселение 3. Красногвардейское сельское поселение 4. Малотенгинское сельское поселение 5. Маякское сельское поселение 6. Надежненское сельское поселение 7. Отрадненское сельское поселение 8. Передовское сельское поселение 9. Подгорненское сельское поселение 10. Подгорносинюхинское сельское поселение 11. Попутненское сельское поселение 12. Рудьевское сельское поселение 13. Спокойненское сельское поселение 14. Удобненское сельское поселение |

##### Павловский
| - Административный центр — станица Павловская Муниципальные образования: 1. Атаманское сельское поселение (Атаманский станичный округ) 2. Веселовское сельское поселение (Веселовский станичный округ) 3. Незамаевское сельское поселение (Незамаевский станичный округ) 4. Новолеушковское сельское поселение (Новолеушковский станичный округ) 5. Новопетровское сельское поселение (Новопетровский станичный округ) 6. Новопластуновское сельское поселение (Новопластуновский станичный округ) 7. Павловское сельское поселение (Павловский станичный округ) 8. Северное сельское поселение (Северный сельский округ) 9. Среднечелбасское сельское поселение (Среднечелбасский сельский округ) 10. Старолеушковское сельское поселение (Старолеушковский станичный округ) 11. Упорненское сельское поселение (Упорненский сельский округ) |

##### Приморско-Ахтарский
| - Административный центр — город Приморско-Ахтарск Муниципальные образования: 1. Ахтарское сельское поселение 2. Бородинское сельское поселение 3. Бриньковское сельское поселение 4. Новопокровское сельское поселение 5. Ольгинское сельское поселение 6. Приазовское сельское поселение 7. Приморско-Ахтарское городское поселение 8. Свободное сельское поселение 9. Степное сельское поселение |

##### Северский
| - Административный центр — станица Северская Муниципальные образования: 1. Азовское сельское поселение 2. Афипское городское поселение 3. Григорьевское сельское поселение 4. Ильское городское поселение 5. Калужское сельское поселение 6. Львовское сельское поселение 7. Михайловское сельское поселение 8. Новодмитриевское сельское поселение 9. Северское сельское поселение 10. Смоленское сельское поселение 11. Черноморское городское поселение 12. Шабановское сельское поселение |

##### Славянский
Муниципальный район образован в границах Славянского административного района и города Славянска-на-Кубани, не входящего в административный район.
| - Административный центр — город Славянск-на-Кубани Муниципальные образования: 1. Анастасиевское сельское поселение 2. Ачуевское сельское поселение 3. Забойское сельское поселение 4. Кировское сельское поселение 5. Коржевское сельское поселение 6. Маевское сельское поселение 7. Петровское сельское поселение 8. Прибрежное сельское поселение 9. Прикубанское сельское поселение 10. Протокское сельское поселение 11. Рисовое сельское поселение 12. Сельское поселение Голубая Нива 13. Славянское городское поселение (соответствует городу Славянску-на-Кубани) 14. Целинное сельское поселение 15. Черноерковское сельское поселение |

##### Староминский
| - Административный центр — станица Староминская Муниципальные образования: 1. Канеловское сельское поселение 2. Куйбышевское сельское поселение 3. Новоясенское сельское поселение 4. Рассветовское сельское поселение 5. Староминское сельское поселение |

##### Тбилисский
| - Административный центр — станица Тбилисская Муниципальные образования: 1. Алексее-Тенгинское сельское поселение 2. Ванновское сельское поселение 3. Геймановское сельское поселение 4. Ловлинское сельское поселение 5. Марьинское сельское поселение 6. Нововладимировское сельское поселение 7. Песчаное сельское поселение 8. Тбилисское сельское поселение |

##### Темрюкский
| - Административный центр — город Темрюк Муниципальные образования: 1. Ахтанизовское сельское поселение 2. Вышестеблиевское сельское поселение 3. Голубицкое сельское поселение 4. Запорожское сельское поселение 5. Краснострельское сельское поселение 6. Курчанское сельское поселение 7. Новотаманское сельское поселение 8. Сенное сельское поселение 9. Старотитаровское сельское поселение 10. Таманское сельское поселение 11. Темрюкское городское поселение 12. Фонталовское сельское поселение |

##### Тимашёвский
| - Административный центр — город Тимашёвск Муниципальные образования: 1. Дербентское сельское поселение 2. Днепровское сельское поселение 3. Медвёдовское сельское поселение 4. Незаймановское сельское поселение 5. Новокорсунское сельское поселение 6. Новоленинское сельское поселение 7. Поселковое сельское поселение 8. Роговское сельское поселение 9. Сельское поселение Кубанец 10. Тимашёвское городское поселение |

##### Тихорецкий
Муниципальный район образован в границах Тихорецкого административного округа, города Тихорецка, не входящего в административный район, и сельского округа, подчинённого Тихорецку.
| - Административный центр — город Тихорецк Муниципальные образования: 1. Алексеевское сельское поселение (соответствует Алексеевскому сельскому округу и хутору Большевик Юго-Северного сельского округа) 2. Архангельское сельское поселение (соответствует Архангельскому сельскому округу и посёлку Малороссийскому Юго-Северного сельского округа) 3. Братское сельское поселение 4. Еремизино-Борисовское сельское поселение 5. Новорождественское сельское поселение 6. Отрадненское сельское поселение 7. Парковское сельское поселение (после присоединения Крутого сельского поселения полностью соответствует Парковскому сельскому округу, за исключением хутора Атаманка и посёлка Полевого) 8. Терновское сельское поселение 9. Тихорецкое городское поселение (соответствует городу Тихорецку и подчинённому ему Пригородненскому сельскому округу) 10. Фастовецкое сельское поселение 11. Хопёрское сельское поселение 12. Юго-Северное сельское поселение (соответствует Юго-Северному сельскому округу без хутора Большевик и посёлка Малороссийского, а также хутору Атаманка и посёлку Полевому Парковского сельского округа) Упразднённое муниципальное образование: Крутое сельское поселение (присоединено в 2019 году к Парковскому) |

##### Туапсинский
Муниципальный район образован в границах Туапсинского муниципального района и города Туапсе, не входящего в административный район.
| - Административный центр — город Туапсе Муниципальные образования: 1. Вельяминовское сельское поселение 2. Георгиевское сельское поселение 3. Джубгское городское поселение 4. Небугское сельское поселение (соответствует Агойскому сельскому округу) 5. Новомихайловское городское поселение 6. Октябрьское сельское поселение 7. Тенгинское сельское поселение 8. Туапсинское городское поселение (соответствует городу Туапсе) 9. Шаумянское сельское поселение 10. Шепсинское сельское поселение |

##### Успенский
| - Административный центр — село Успенское Муниципальные образования: 1. Веселовское сельское поселение 2. Вольненское сельское поселение 3. Коноковское сельское поселение 4. Кургоковское сельское поселение 5. Маламинское сельское поселение 6. Николаевское сельское поселение 7. Трёхсельское сельское поселение 8. Убеженское сельское поселение 9. Урупское сельское поселение 10. Успенское сельское поселение |

##### Усть-Лабинский
| - Административный центр — город Усть-Лабинск Муниципальные образования: 1. Александровское сельское поселение 2. Братское сельское поселение 3. Вимовское сельское поселение 4. Воронежское сельское поселение 5. Восточное сельское поселение 6. Двубратское сельское поселение (соответствует посёлку Двубратскому, подчинённому Администрации города Усть-Лабинска) 7. Железное сельское поселение (соответствует Железному сельскому округу и хутору Аргатову, подчинённому Администрации города Усть-Лабинска) 8. Кирпильское сельское поселение 9. Ладожское сельское поселение 10. Ленинское сельское поселение 11. Некрасовское сельское поселение 12. Новолабинское сельское поселение 13. Суворовское сельское поселение 14. Тенгинское сельское поселение 15. Усть-Лабинское городское поселение |

##### Щербиновский
| - Административный центр — станица Старощербиновская Муниципальные образования: 1. Глафировское сельское поселение 2. Ейскоукрепленское сельское поселение 3. Екатериновское сельское поселение 4. Николаевское сельское поселение 5. Новощербиновское сельское поселение 6. Старощербиновское сельское поселение 7. Шабельское сельское поселение 8. Щербиновское сельское поселение |

## История
Краснодарский край был образован 13 сентября 1937 года. В его состав вошли Абинский, Адлерский, Анапский, Армавирский, Армянский, Архангельский, Белоглинский, Белореченский, Брюховецкий, Ванновский, Выселковский, Геленджикский, Горячеключевский, Гражданский, Греческий, Гулькевичский, Ейский, Ивановский, Ильинский, Кагановичский, Калниболотский, Камышеватский,Каневский, Кореновский, Красноармейский, Кропоткинский, Крыловский, Курганинский, Кущёвский,Лабинский, Ладожский, Ленинградский, Лиманский, Марьянский, Мостовской, Незамаевский, Новолеушковский, Новоминский, Новопокровский, Новотитаровский, Отрадненский, Павловский, Пластуновский, Приморско-Ахтарский, Роговский, Рязанский, Северский, Славянский, Советский, Спокойненский, Староминской, Тбилисский, Темиргоевский, Темрюкский, Тимашёвский, Тихорецкий, Тульский, Удобненский, Успенский, Усть-Лабинский, Черноерковский, Шапсугский, Штейнгартовский, Щербиновский и Ярославский районы, города краевого подчинения Армавир, Краснодар, Нефтегорск, Новороссийск, Сочи и Туапсе; Адыгейская автономная область.
22 февраля 1938 года Греческий район был переименован в Крымский.
4 декабря 1938 года из Удобненского района Краснодарского края в Кировский район Черкесской АО Орджоникидзевского края были переданы Исправненский и Фроловский сельсоветы.
26 марта 1939 года город краевого подчинения Нефтегорск был преобразован в рабочий посёлок районного подчинения Нефтегорский, был образован Нефтегорский район (Апшеронский, Нефтегорский и Хадыженский рабочие посёлки бывшей пригородной зоны Нефтегорска, Абхазский, Имеретинский, Кабардинский, Кимовский, Кубанский, Куринский, Лесогорский, Линейный, Нефтяной, Самурский, Тверской и Ширванский сельсоветы бывшей пригородной зоны Нефтегорска).
21 июня 1939 года был образован Верхнебаканский район (рабочие посёлки Верхнебаканский и Гайдукский бывшей пригородной зоны Новороссийска, Глебовский, Мысхакский, Раевский и Цемдолинский сельсоветы бывшей пригородной зоны Новороссийска, Натухаевский сельсовет бывшего Анапского района).
4 июля 1939 года город Ейск получил статус города краевого подчинения.
10 февраля 1961 года Адлерский (преобразован во внутригородской район) и Лазаревский (преобразован во внутригородской район) районы были переданы в подчинение городу Сочи.
21 февраля 1975 года город Горячий Ключ получил статус города краевого подчинения (путём выведения из Апшеронского района).
29 ноября 1979 года город Белореченск получил статус города краевого подчинения (путём выведения из Белореченского района).

### Законы
- Закон Краснодарского края от 2 июля 2009 г. № 1765-КЗ «Об административно-территориальном устройстве Краснодарского края и порядке его изменения»